# 唐津市立北波多小学校
唐津市立北波多小学校（からつしりつ きたはたしょうがっこう）とは、佐賀県唐津市北波多徳須恵（とくすえ）にある市立の小学校。

## 概要
歴史
1875年（明治8年）に「徳須恵小学校」として創立。数回の改編・改称を経て、現校名になったのは2005年（平成17年）。2025年（令和7年）には創立150周年を迎える。
校章
中央に「小」の文字を置いている。
校歌
1962年（昭和37年）に制定。作詞は田崎正大、作曲は吉野貢による。
校区
住所表記で「唐津市北波多」が入る全域。中学校区は唐津市立北波多中学校。

## 沿革
- 1875年（明治8年）6月 - 民家を校舎として「徳須恵小学校」が創立。下等小学科を設置。初代校長は堤静雄。
- 1880年（明治13年）- 徳須恵前田に校舎を建築。
- 1883年（明治16年）- 教育令の施行により、初等科と中等科を教授。
- 1884年（明治17年）- 「一番学区 徳須恵小学校」に改称。成淵・行合野・志気に分校を設置。
- 1888年（明治21年）- 「尋常高等波多小学校」に改称。尋常科（4年制）と高等科（4年制）を教授。
- 1892年（明治25年）- 「徳須恵尋常高等小学校」に改称。志気分校と成淵分校を廃止。行合野分校と上平野分校は、それぞれ行合野尋常小学校・上平野尋常小学校として分離・独立。
- 1896年（明治29年）- 「波多尋常高等小学校」に改称。行合野と上平野の尋常小学校を統合し、行合野分教場・上平野分教場とする。
- 1901年（明治34年）- 「北波多尋常高等小学校」に改称。私立芳谷炭鉱小学校[2]を統合の上、芳谷分教場とする。
- 1903年（明治36年）- 芳谷分教場が分離の上、芳谷尋常高等小学校[2]として独立。
- 1907年（明治40年）- 徳須恵瀬戸口（現在地）に敷地を造成し、校舎を増築。改正小学校令により尋常科修業年限（義務教育年限）が4年から6年に延長される点、および炭鉱業の隆盛により、収容児童数が増加したため、校舎の増築が急務であった。校舎完成までの間、徳須恵神社と田中神社の社殿に仮分教場を設置。
- 1909年（明治42年）- 新校舎が完成したため、仮分教場を廃止。
- 1913年（大正2年）4月 - 高等科3年および女子部補習科を設置。
- 1916年（大正5年）4月 - 北波多実業補習学校を併設。
- 1924年（大正13年）3月 - 女子部補習科を実業補習学校専修科とする。
- 1926年（大正15年）7月 - 実業補習学校が青年訓練所充当となる。
- 1927年（昭和2年）- 実業補習学校女子部を北波多佐斉家女学校とする。
- 1928年（昭和3年）- 実業補習学校が青年訓練所充当北波多公民学校に改称。講堂が完成。
- 1935年（昭和10年）7月 - 青年学校令の施行により、北波多公民学校が北波多村立実業青年学校に改称。
- 1936年（昭和11年）4月 - 芳谷尋常高等小学校を統合の上、芳谷分教場[2]とする。
- 1937年（昭和12年）- 唐津炭鉱創業により、人口が激増したため、二部授業を実施。
- 1940年（昭和15年）- 校舎を増築。
- 1941年（昭和16年）4月1日 - 国民学校令の施行により、「北波多国民学校」に改称。尋常科を初等科に改める。（初等科6年・高等科2年・高等科特修科1年）
- 1942年（昭和17年）3月31日 - 芳谷分教場[2]を廃止。
- 1947年（昭和22年）4月1日 - 学制改革が行われる。
  - 国民学校初等科は「北波多村立北波多小学校」に改組される。
  - 国民学校高等科は青年学校普通科と改組され、新制中学校「北波多村立北波多中学校」が発足（当初小学校に併設）。
- 1953年（昭和28年）- 中学校の独立校舎が完成し、併設を解消。
- 1956年（昭和31年）
  - 5月 - 唐津炭鉱閉山のため、児童360名が転出。
  - 9月 - 唐津炭鉱が再開。
- 1962年（昭和37年）11月 - 新校歌を制定。
- 1963年（昭和38年）3月 - 唐津炭鉱が完全に閉山。
- 1965年（昭和40年）2月 - 給食センターの完成により、完全給食を開始。
- 1968年（昭和43年）3月31日 - 行合野分校を廃止。
- 1969年（昭和44年）3月31日 - 上平野分校を廃止。
- 1973年（昭和48年）3月 - 鉄筋コンクリート造3階建新校舎が完成。
- 1974年（昭和49年）8月 - 南新管理棟が完成。
- 1975年（昭和50年）- 開校100年記念式典を挙行。プールが完成。
- 1989年（平成元年）8月 - 校舎の大規模改修（一次）を実施。
- 1990年（平成2年）8月 - 校舎の大規模改修（二次）を実施。
- 1992年（平成4年）12月 - 体育館の大規模改修を実施。
- 2001年（平成13年）9月 - パソコン室を設置。
- 2005年（平成17年）1月1日 - 市町合併により、「唐津市立北波多小学校」（現校名）に改称。
- 2010年（平成22年）8月 - 体育館の耐震化工事を実施。
- 2011年（平成23年）8月 - 校舎の耐震化工事を実施。

## 交通
最寄りの鉄道駅
- JR九州 唐津線・筑肥線「山本駅」

最寄りのバス停留所
- 昭和バス 「北波多中学校前」停留所

最寄りの幹線道路
- 国道202号「北波多中学校前」交差点
- 佐賀県道52号山本波多津線
- 西九州自動車道 「北波多IC」

## 周辺
- 北波多社会体育館
- 白蓮会館北波多道場
- 唐津市役所 北波多市民センター（旧・北波多支所、旧・北波多村役場）
- 唐津警察署徳須恵警察官駐在所
- 唐津市立北波多中学校
- 徳須恵郵便局
- 垂玉観音 圓通山常安禅寺
- 八坂神社
- 波多川公園
- 徳須恵川

## 参考資料
- 「北波多郷土誌」（北波多郷土誌刊行会, 1943年（昭和18年）発行）p.181～